# Montanha Púrpura (Nanjing)

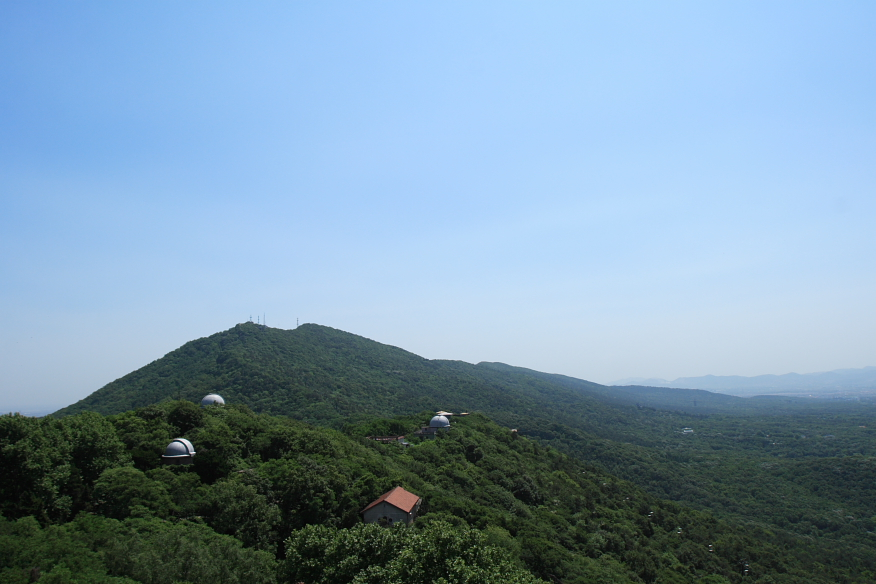

Montanha Púrpura ou Zijin Shan (em chinês: 紫金山, Zĭjīnshān, lit. "Montanha de Ouro Púrpura") está localizada no lado oriental de Nanjing, na província de Jiangsu, na China. Tem 448,2 m [1] (1467 pés) de altura, com o ponto mais baixo 30 m (98 pés). Seus picos são freqüentemente encontrados envoltos em misteriosas nuvens roxas e douradas ao amanhecer e anoitecer, daí seu nome.
Uma pequena montanha com uma área de cerca de 20 quilômetros quadrados (4.900 acres), a Montanha Púrpura está relacionada a muitos eventos históricos da China antiga e moderna. Era originalmente conhecida como Montanha de Bell (t 鐘山, s 钟山, Zhōngshān) e também ficou conhecida como o Monte Jiang (t 蔣 山, s 蒋 山, p Jiǎngshān) depois que Sun Quan nomeou Jiang Ziwen, um oficial de Han Oriental cujo espírito foi dito que assombra o local, como o deus da montanha durante a era dos Três Reinos. O nome Zijin (紫金) significa "cobre" - quando o cobre é puro, ele aparece na cor roxa, então em chinês ele também é chamado de púrpura-ouro. É também chamada Mount Jinling (金陵 山), devido às suas rochas roxas. Jinling significa "o monte de ouro púrpura". É a origem do apelido "Jinling" (金陵) de Nanjing. Durante a dinastia Ming, também foi chamada Mount Shenlie (神 烈 山).